# Galaxy (satellite)
Pour les articles homonymes, voir Galaxy.

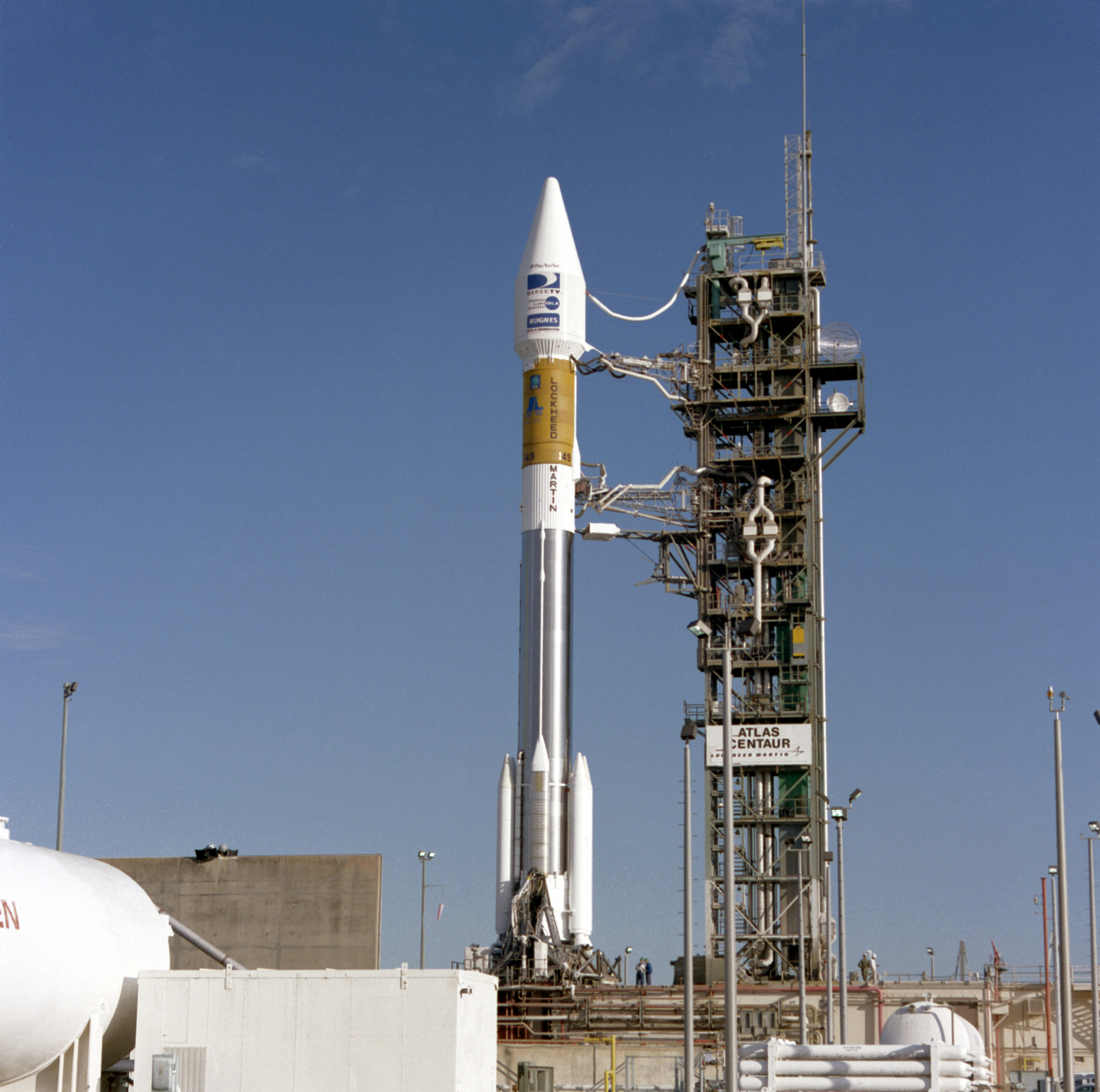
Atlas IIAS avec le Galaxy 8i.

Galaxy est une flotte de satellites de télécommunications de l'opérateur de satellite Intelsat. Initialement développés et exploités par Hughes Communications (avec PanAmSat à la suite de leur fusion), ils ont été repris par Intelsat après son acquisition de PanAmSat.

## Liste des satellites
| Satellite            | Constructeur          | Lanceur           | Date de lancement | Site de lancement              | État                                                     | Position orbitale | Identifiant COSPAR | Notes |
| -------------------- | --------------------- | ----------------- | ----------------- | ------------------------------ | -------------------------------------------------------- | ----------------- | ------------------ | --- |
| Galaxy 1             | Hughes                | Delta (3920)      | 28 juin 1983      | Cape Canaveral LC-17B          | Retiré le 1er mai 1994                                   | 141° O            | 1983-065A          | |
| Galaxy 1R            | Hughes                | Atlas I           | 22 août 1992      | Cape Canaveral LC-36B          | Échec au lancement                                       | NC                |                    | |
| Galaxy 1R2           | Hughes                | Delta II (7925-8) | 19 février 1994   | Cape Canaveral LC-17B          | Retiré le 7 mars 2006                                    | 105° O            | 1994-013A          | |
| Galaxy 2             | Hughes                | Delta (3920)      | 22 septembre 1983 | Cape Canaveral LC-17A          | Retiré en mai 1994                                       | 43° O             | 1983-098A          | |
| Galaxy 3             | Hughes                | Delta (3920)      | 21 septembre 1984 | Cape Canaveral LC-17B          | Retiré en octobre 1995                                   | 38° O             | 1984-101A          | |
| Galaxy 3R            | Hughes                | Atlas IIA         | 15 décembre 1995  | Cape Canaveral LC-36A          | Tombé en panne après plus de 10 ans de service en 2006   | 129° O            | 1995-069A          | |
| Galaxy 3C            | Hughes                | Zenit-3SL         | 15 juin 2002      | Sea Launch                     | Actif                                                    | 95° O             | 2002-030A          | |
| Galaxy 4             | Hughes                | Ariane 42P+       | 25 juin 1993      | Kourou ELA-2                   | Tombé en panne en mai 1998                               | 78° E             | 1993-039A          | |
| Galaxy 4R            | Hughes                | Ariane 42L        | 19 avril 2000     | Kourou ELA-2                   | Retiré en juillet 2006                                   | 164° E            | 2000-020A          | |
| Galaxy 5             | Hughes                | Atlas I           | 14 mars 1992      | Cape Canaveral LC-36B          | Retiré en janvier 2005                                   | 176° E            | 1992-013A          | |
| Galaxy 6             | Hughes                | Ariane 44L        | 12 octobre 1990   | Kourou ELA-2                   | Retiré en février 2003                                   | 145° O            | 1990-091B          | |
| Galaxy 7             | Hughes                | Ariane 42P+       | 28 octobre 1992   | Kourou ELA-2                   | Tombé en panne en novembre 2000                          | 96° O             | 1992-072A          | |
| Galaxy 8i            | Hughes                | Atlas IIAS        | 8 décembre 1997   | Cape Canaveral LC-36B          | Retiré en octobre 2002                                   | 30° E             | 1997-078A          | |
| Galaxy 8iR (SES-7)   | Hughes                | Zenit-3SL         | NC                | NC                             | NC                                                       | NC                | 2009-027A          | Annulé : Le 15 novembre 2002, PanAmSat a mis fin à son contrat avec Boeing Satellite Systems pour le satellite Galaxy 8iR presque terminé, affirmant que Boeing ne respectait pas les conditions du contrat et avait demandé à Boeing un montant de 72 millions de dollars américains afin de rembourser ses avances antérieures et autres coûts. Le satellite a ensuite été converti en ProtoStar 2, lancé en 2009, et acquis la même année par SES, qui l'a renommé SES-7, après la faillite de ProtoStar. |
| Galaxy 9             | Hughes                | Delta II (7925)   | 23 mai 1996       | Cape Canaveral LC-17B          | Retiré                                                   | 176° O            | 1996-033A          | |
| Galaxy 10            | Hughes                | Delta III 8930    | 27 août 1998      | Cape Canaveral LC-17B          | Échec au lancement                                       | NC                |                    | |
| Galaxy 10R           | Hughes                | Ariane 42L        | 25 janvier 2000   | Kourou ELA-2                   | Retiré en juin 2008                                      | 175° O            | 2000-002A          | |
| Galaxy 11            | Hughes                | Ariane 44L        | 22 décembre 1999  | Kourou ELA-2                   | Actif                                                    | 44° E             | 1999-071A          | |
| Galaxy 12            | Orbital Sciences Corp | Ariane 5 G        | 9 avril 2003      | Kourou ELA-3                   | Actif                                                    | 129° O            | 2003-013B          | Lancé avec Insat-3A |
| Galaxy 13/Horizons-1 | Hughes                | Zenit-3SL         | 1er octobre 2003  | Sea Launch                     | Actif                                                    | 127° O            | 2003-044A          | Le satellite est exploité sous le nom Horizons-1 par Horizons Satellite (en), coentreprise à parts égales entre SKY Perfect JSAT (en) et PanAmSat |
| Galaxy 14            | Orbital Sciences Corp | Soyuz-FG          | 13 août 2005      | Baïkonour 31/6                 | Actif                                                    | 125° O            | 2005-030A          | |
| Galaxy 15            | Orbital Sciences Corp | Ariane 5 GS       | 13 octobre 2005   | Kourou ELA-3                   | Panne en avril 2010, résolue en 2011, actuellement actif | 133° O            | 2005-041A          | Lancé avec Syracuse 3A |
| Galaxy 16            | Space Systems/Loral   | Zenit-3SL         | 18 juin 2006      | Sea Launch                     | Actif                                                    | 99° O             | 2006-023A          | |
| Galaxy 17            | Alcatel Alenia Space  | Ariane 5ECA       | 4 mai 2007        | Kourou ELA-3                   | Actif                                                    | 91° O             | 2007-016B          | Lancé avec Astra-1L |
| Galaxy 18            | Space Systems/Loral   | Zenit-3SL         | 21 mai 2008       | Sea Launch                     | Actif                                                    | 123° O            | 2008-024A          | |
| Galaxy 19            | Space Systems/Loral   | Zenit-3SL         | 24 septembre 2008 | Sea Launch                     | Actif                                                    | 97° O             | 2008-045A          | Ex-Intelsat Americas 9 |
| Galaxy 23            | Space Systems/Loral   | Zenit-3SL         | 8 août 2003       | Sea Launch                     | Actif                                                    | 121° O            | 2003-034A          | Ex-Telstar 13 |
| Galaxy 25            | Space Systems/Loral   | Proton-K          | 24 mai 1997       | Baïkonour 81/23                | Actif                                                    | 93° O             | 1997-026A          | Ex-Telstar 5 |
| Galaxy 26            | Space Systems/Loral   | Proton-K          | 15 février 1999   | Baïkonour 81/23                | Retiré le 7 juin 2014                                    | 31° O             | 1999-005A          | Ex-Telstar 6 |
| Galaxy 27            | Space Systems/Loral   | Ariane 4          | 25 septembre 1999 | Kourou ELA-2                   | Actif                                                    | 109° E            | 1999-052A          | Ex-Telstar 7 |
| Galaxy 28            | Space Systems/Loral   | Zenit-3SL         | 23 juin 2005      | Sea Launch, océan Pacifique    | Actif                                                    | 89° O             | 2005-022A          | Ex-Telstar 8, Intelsat Americas 8 |
| Galaxy 30            | Northrop Grumman      | Ariane 5 ECA      | 15 août 2020      | Centre spatial guyanais, ELA-3 | Actif                                                    | 125.0° O          | 2020-056C          | Lancé avec MEV-2 et BSAT-4b |
| Galaxy 31            | Maxar Technologies    | Falcon 9 Block 5  | 12 novembre 2022  | Cape Canaveral, SLC-40         | Actif                                                    | 121.0° O          | 2022-153A          | Lancé avec Galaxy 32 |
| Galaxy 32            | Maxar Technologies    | Falcon 9 Block 5  | 12 novembre 2022  | Cape Canaveral, SLC-40         | Actif                                                    | 91.0° O           | 2022-153B          | Lancé avec Galaxy 31 |
| Galaxy 33            | Northrop Grumman      | Falcon 9 Block 5  | 8 octobre 2022    | Cape Canaveral, SLC-40         | Actif                                                    | 133.0° O          | 2022-128A          | Lancé avec Galaxy 34 |
| Galaxy 34            | Northrop Grumman      | Falcon 9 Block 5  | 8 octobre 2022    | Cape Canaveral, SLC-40         | Actif                                                    | 129.0° O          | 2022-128B          | Lancé avec Galaxy 33 |
| Galaxy 35            | Maxar Technologies    | Ariane 5 ECA      | 13 décembre 2022  | Kourou, ELA-3                  | Actif                                                    | 95.0° O           | 2022-170A          | Lancé avec Galaxy 36 et MTG-I1 12 |
| Galaxy 36            | Maxar Technologies    | Ariane 5 ECA      | 13 décembre 2022  | Kourou, ELA-3                  | Actif                                                    | 89.0° O           | 2022-170B          | Lancé avec Galaxy 35 et MTG-I1 12 |
| Galaxy 37            | Maxar Technologies    | Falcon 9 Block 5  | 3 août 2023       | Cape Canaveral, SLC-40         | Prévu                                                    |                   |                    | |